# NGC 4116
NGC 4116 is een haakvormig balkspiraalstelsel in het sterrenbeeld Maagd. Het hemelobject werd op 6 maart 1851 ontdekt door de Ierse astronoom Bindon Blood Stoney (1828-1909), een assistent van William Parsons.

## Synoniemen
- UGC 7111
- IRAS12050+0258
- MCG 1-31-22
- UM 476
- ZWG 41.41
- KCPG 322A
- PGC 38492